# Anthony Kiedis

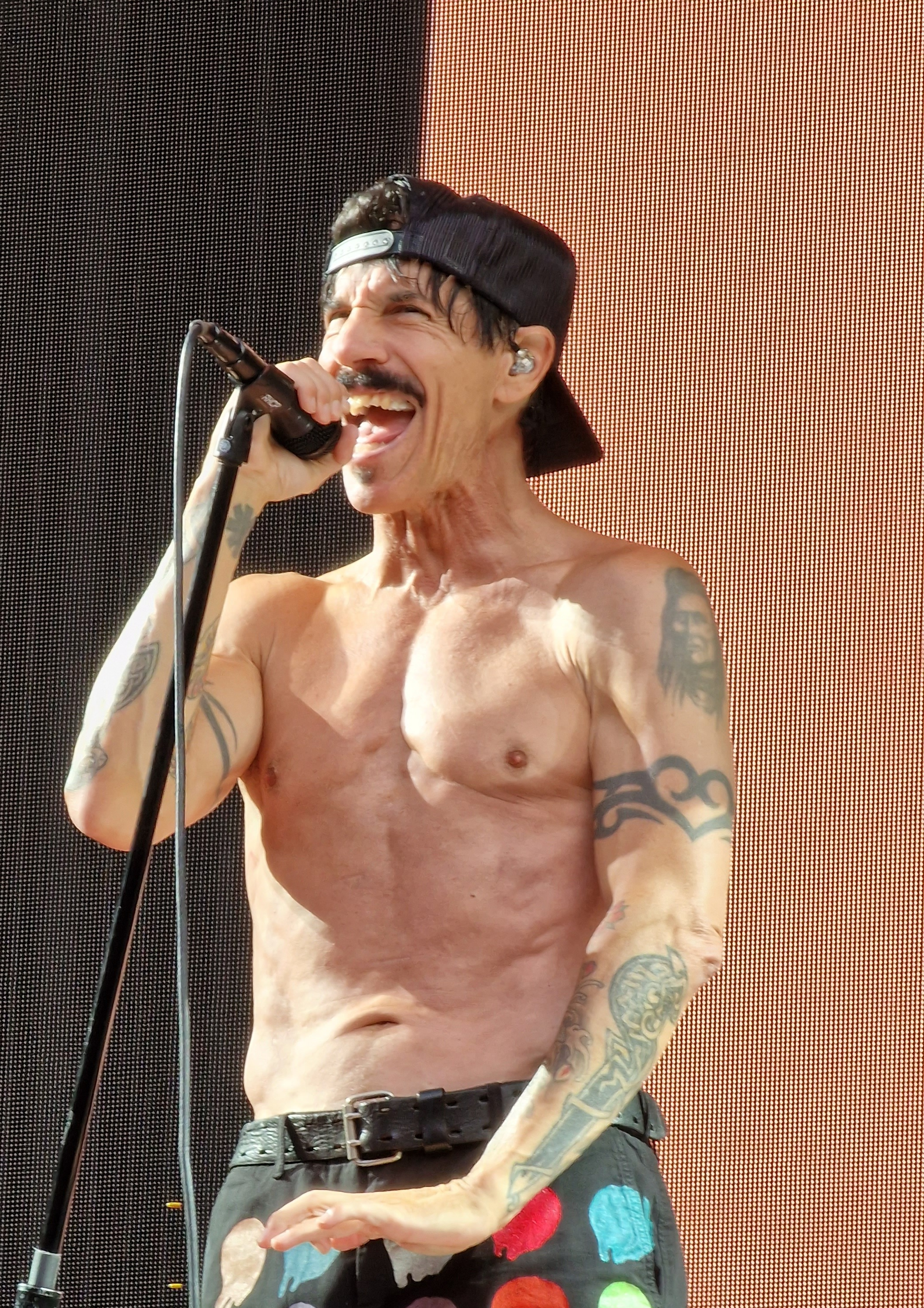
Anthony Kiedis (2022)

Anthony Kiedis (* 1. November 1962 in Grand Rapids, Michigan) ist ein US-amerikanischer Musiker. Er ist Texter und Sänger der kalifornischen Funk-Rock-Band Red Hot Chili Peppers, die er 1983 mit Michael Balzary (genannt Flea), Hillel Slovak und Jack Irons gründete. Gelegentlich ist Kiedis auch als Schauspieler in kleineren Filmrollen zu sehen.

## Leben
Anthony Kiedis ist Mahican-indianischer, litauischer, englischer, griechischer, französischer, irischer und niederländischer Abstammung und Sohn des Schauspielers John Kiedis (Künstlername Blackie Dammett, Film Lethal Weapon) und Margaret „Peggy“ Idema. Seine Eltern ließen sich 1966 scheiden.
Sein Taufpate war Sonny Bono; Cher war gelegentlich seine Babysitterin.
Kiedis lebte bis zu seinem elften Lebensjahr mit seiner Mutter in Grand Rapids in der Nähe des Lake Michigan, bevor er dauerhaft zu seinem Vater nach Los Angeles, Kalifornien zog. Er besuchte die Emerson Junior High und die Fairfax High, wo er das erste Mal auf Michael „Flea“ Balzary traf. Nach seinem Schulabschluss ging er auf die University of California, Los Angeles, die auch sein Vater besucht hatte.

### Red Hot Chili Peppers
Seinen Bandkollegen Flea hatte Kiedis bereits in der High School kennengelernt, und schnell wurden die beiden zu guten Freunden. Hillel Slovak kam wenig später, ebenfalls über die High School, hinzu, und innerhalb kurzer Zeit wurden Kiedis, Flea und Hillel ein unzertrennliches Trio. Mit Jack Irons gründeten sie 1983 für einen Auftritt die Tony Flow & The Miraculously Majestic Masters of Mayhem (Kiedis bekam den Spitznamen Antoine the Swan), die dann zu den Red Hot Chili Peppers wurden. 2022 wurde er als Mitglied der Band mit dem 2717. Stern auf dem Hollywood Walk of Fame geehrt.
Wegen seiner Heroinsucht wurde Kiedis kurzzeitig von seinen Freunden Flea und Hillel Slovak aus der gemeinsamen Band ausgeschlossen. Nach einem Entzug und einem Gespräch mit Flea wurde er wieder aufgenommen. Nachdem Slovak 1988 an einer Überdosis Heroin verstorben war, beschloss Kiedis, den Drogenkonsum zu beenden. 1995 wurde er wieder rückfällig; seit dem Jahr 2000 gilt er jedoch als „clean“.

### Privatleben
Kiedis ist Vater eines Sohnes (Everly Bear Kiedis, * 2. Oktober 2007), der aus der Beziehung mit dem Model Heather Christie hervorging, die zum Beginn der Beziehung gerade 18 Jahre alt war. 2008 trennte sich das Paar. 2012 war er kurzzeitig mit dem deutschen Model Heidi Klum liiert.
2004 veröffentlichte er in den USA und Großbritannien seine Autobiografie Scar Tissue, die 2005 auch in deutscher Übersetzung erschien. In dieser schildert Kiedis, dass er in den 1980er Jahren im Alter von 23 eine sexuelle Beziehung zu einem 14-jährigen Mädchen hatte, bevor und nachdem er ihr Alter erfuhr. Dies inspirierte ihn zu dem Song „Catholic School Girls Rule“. Im Zuge der MeToo-Bewegung wurden die Handlungen von Kiedis von mehreren Medien kritisiert, unter anderem von The Huffington Post.
Kiedis war in den 1980er Jahren Vegetarier und in den 2000er Jahren Veganer, nahm aber den Fleischverzehr wieder auf.

## Filmografie (Auswahl)
Anthony Kiedis als Kleindarsteller in:
- 1978: F.I.S.T. – Ein Mann geht seinen Weg (F.I.S.T.)
- 1986: Archie und Harry – Sie können’s nicht lassen (Tough Guys)
- 1987: Unter Null (Less Than Zero)
- 1991: Gefährliche Brandung (Point Break)
- 1994: Highway Heat

## Autobiografie
- Anthony Kiedis, Larry Ratso Sloman: Scar Tissue – The Autobiography, 2004, Hyperion Books ISBN 1-401-3074-50.
- Anthony Kiedis: Scar Tissue: der Sänger der Red Hot Chili Peppers – die Autobiographie. Dt. Erstausg., 3 Auflage. Kiepenheuer und Witsch, Köln 2005, ISBN 3-462-03483-9.